# توني دي بارت
توني دي بارت (بالإنجليزية: Tony Di Bart)‏ هو مغني بريطاني، ولد في 27 أبريل 1964 في سلاو في المملكة المتحدة.

## وصلات خارجية
- توني دي بارت على موقع ميوزك برينز (الإنجليزية)
- توني دي بارت على موقع أول ميوزيك (الإنجليزية)
- توني دي بارت على موقع ديسكوغز (الإنجليزية)